# Tizenkétszög
A geometriában a tizenkétszög egy tizenkétoldalú sokszög.
A szabályos sokszögek szögeire ismert képlet n=12 esetben a következőt adja:
{\displaystyle \alpha ={\frac {(n-2)}{n}}\cdot 180^{\circ }={\frac {10}{12}}\cdot 180^{\circ }=150^{\circ }}
tehát a szabályos tizenkétszög belső szögei 150 fokosak.

## A szabályos tizenkétszög szerkesztése
A szabályos tizenkétszög szerkeszthető körzővel és vonalzóval.
Az alábbi animáció egy 23 lépéses szerkesztést mutat be. Vegyük észre, hogy a körzőnyílás nem változik 8. és a 11. lépés között.

## Terület
A szabályos sokszögek területére ismert képlet a oldalhosszra n=12 esetben:
{\displaystyle A={\frac {n}{4}}a^{2}{\text{ctg}}{\cfrac {\pi }{n}}=3a^{2}{\text{ctg}}{\cfrac {\pi }{12}}=3\left(2+{\sqrt {3}}\right)a^{2}\approx 11{,}19615242a^{2}}
ami a köré írt kör sugarának (R) függvényében a következőképpen alakul n=12 esetben:
{\displaystyle A=n\cdot R^{2}\cdot \sin {\pi  \over n}\cdot \cos {\pi  \over n}=12R^{2}\cdot \sin {\pi  \over 12}\cdot \cos {\pi  \over 12}=6R^{2}\sin {\pi  \over 6}=3R^{2}}
a beírt kör sugarának (r) függvényeként pedig így:
{\displaystyle A=n\cdot r^{2}\cdot {\hbox{tg}}{\pi  \over n}=12\cdot r^{2}\cdot {\hbox{tg}}{\pi  \over 12}=12\left(2-{\sqrt {3}}\right)r^{2}\approx 3{,}2153903r^{2}}

## A sík lefedése (csempézés)
Szabályos tizenkét szögeket használnak fel az alábbi periodikus csempézések:
| Tile 3bb.svg |  |  |
|              |  |  |

## Felhasználása
- Az ausztrál 50 centes, a fidzsi-szigeteki 50 centes, a tongani 50 seniti és a salamon-szigeteki 50 centes érmék szabályos tizenkétszög alakúak. A horvát kuna 25-ös érméje szintén. 2005 júliusig a román 5000 lejes érme szintén tizenkétszögletű volt. A kanadai penny érme is tizenkétszög alakú volt 1982 és 1996 között valamint a dél-vietnami 20 Ðong érme 1975-ig. A zambiai 50 ngwee (1992-ig) és a malawi 50 tambala (1995-ig) tizenkétszögletű volt. A mexikói 20 centes érme is tizenkétszög.

## Lásd még
- Dodekaéder

## Külső hivatkozások
- Dodecagon and Kurschak's Tile and Theorem by Antonio Gutierrez from "Geometry Step by Step from the Land of the Incas"
- Weisstein, Eric W.: Dodecagon (angol nyelven). Wolfram MathWorld
- Kürschak's Tile and Theorem
- A tizenkétszög tulajdonságia animációval